# Піраміда G1-a
29°58′44″ пн. ш. 31°08′11″ сх. д. / 29.9788° пн. ш. 31.1363° сх. д.
G1-a (також G1a, G1 a, GIa і піраміда Хетепхерес I) — одна з чотирьох пірамід-супутниць піраміди Хеопса. Знаходиться на території східних гробниць зі східної сторони піраміди Хеопса в Некрополі Гізи. Є найпівнічнішою з чотирьох пірамід цариць. Побудована за часів IV династії для матері Хеопса Хетепхерес I. Відкрита археологом Марком Ленером, який спочатку вважав, що вона належить цариці Мерітітес I. Розмір основи піраміди 49,5 м, висота 30,25 м. На даний час піраміда на 2/3 нижча від початкової висоти. 

## Галерея

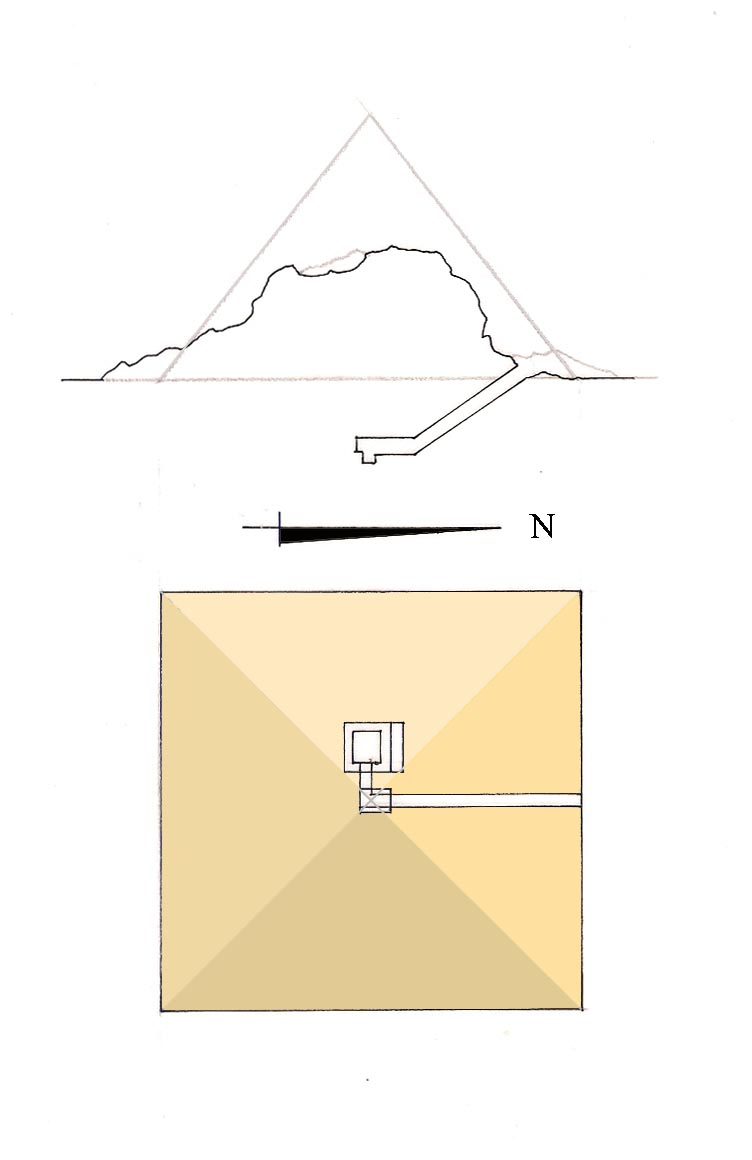
План піраміди
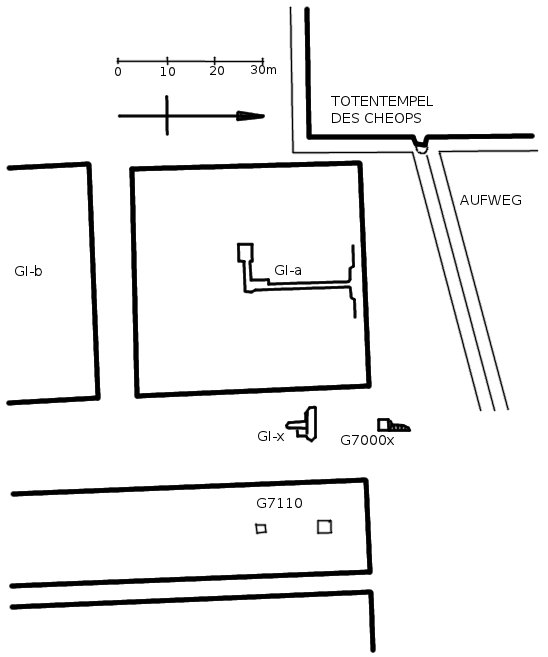
План по Ленеру
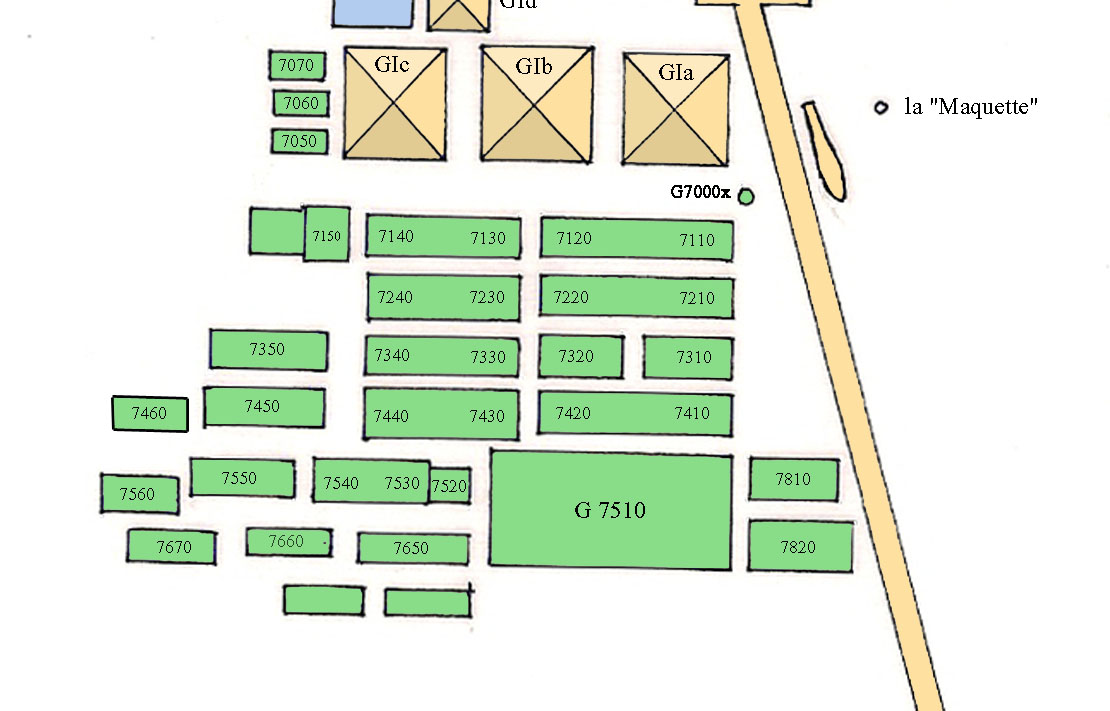
План східних гробниць
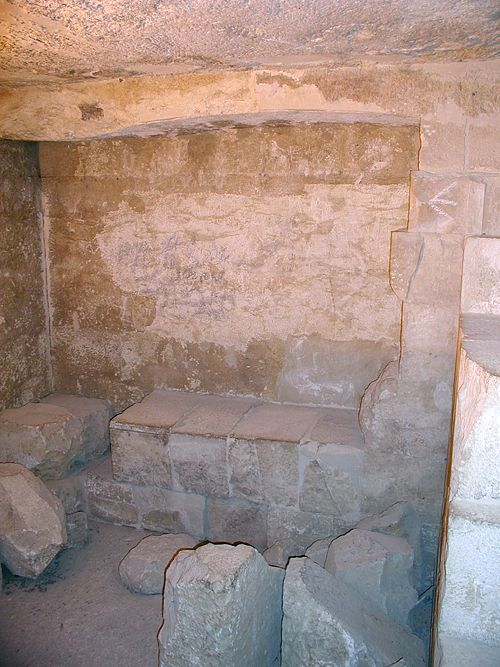
Похоронна камера